# Meovv
Meovv (coréen : 미야오 ; RR : Miyao) est un girl group sud-coréen formé et géré par The Black Label, fondé par le célèbre producteur Teddy. Le groupe est constitué de cinq membres : Sooin, Gawon, Anna, Narin et Ella. Elles ont fait leurs débuts le 6 septembre 2024, avec la sortie de leur single numérique Meow.

## Nom
Le nom du groupe, Meovv, est un acronyme pour « My Eyes Open VVide ». Ella a répondu à l'expression du nom de l'équipe « W » avec deux « V » en disant : « Je voulais donner un visuel cool » et « Je l'ai préféré parce que j'avais l'impression que cela représentait chacune des membres ».

## Histoire

### Activités et formations avant les débuts
La plupart des membres de Meovv avaient une expérience préalable dans le divertissement, le mannequinat, la musique et la danse avant leur acceptation dans The Black Label. Le mannequin américain Ella Gross est entré dans l'industrie à l'âge de deux ans et a participé à plusieurs campagnes de mode telles que Zara, H&M et GAP,. Gawon était un ancien stagiaire de YG Entertainment et un ancien mannequin qui a joué dans des publicités Adidas,. La membre japonaise Anna Tanaka a commencé sa carrière en tant que mannequin enfant et a été mannequin exclusif pour Seventeen Japan de octobre 2019 à décembre 2021.
En mars 2024, l'agence a annoncé son intention de lancer un nouveau groupe de filles au cours du premier semestre 2024. En mars, il a été révélé que The Black Label avait déposé une demande d'enregistrement de la marque « Meovv » dans plusieurs catégories, suggérant son utilisation potentielle pour leur nouveau groupe de filles.

### 2024–présent: introduction et débuts
Le 16 août 2024, The Black Label a lancé un compte officiel sur les réseaux sociaux et publié des teasers animés pour son premier groupe féminin. Ces teasers montraient également une grande couverture noire retirée d'un bâtiment, révélant cinq chats noirs géants assis au sommet, faisant allusion au nombre potentiel de membres du groupe,. Le 19 août, The Black Label a publié un teaser spécial sur Twitter, annonçant que l'agence publierait du contenu le 21 août. Le même jour, The Black Label a publié une vidéo sur Ella Gross sur sa chaîne YouTube officielle, faisant d'elle la première membre de Meovv à être révélée. Gawon a été révélé le 23 août  suivi de Sooin, Anna, et Narin, chacun après deux jours d'intervalle. Par la suite, The Black Label a annoncé que Meovv avait signé un contrat de partenariat avec Capitol Records avant leurs débuts.
Un teaser vidéo et des affiches d'annonce mettant en vedette les cinq membres ont été publiées le 4 septembre 2024, parallèlement à l'annonce de la sortie du premier single numérique du groupe, Meow.
Le 6 septembre, le single est sorti accompagné de son clip. Les deuxième et troisième singles du groupe, Toxic et Body, sont sortis le 18 novembre, accompagnés d'un clip pour le single Toxic. Le 28 avril 2025, le groupe a sortit le single Hands up et a annonça la sortie de son premier Mini-album My Eyes Open VVide. Le 8 mai le groupe a remporter son premier trophée de diffusion musicale au M Countdown. L'EP est sortit le 12 mai de la même année, et il fut accompagné de ses 4 premiers singles ainsi que 2 titres inédits: Drop Top et Lit Right Now.
Le Meovv sorti le 29 juillet, leur premier single japonais « MeMeMe ».

## Membres
| Nom de scène | Nom de scène | Nom de naissance    | Nom de naissance   | Date de naissance | Nationalité        |
| Romanisé     | Coréen       | Romanisé            | Coréen/Japonais    | Date de naissance | Nationalité        |
| ------------ | ------------ | ------------------- | ------------------ | ----------------- | ------------------ |
| Sooin        | 가원         | Kim Soo-in          | 김수인             | 12 avril 2005     | Sud-coréenne       |
| Gawon        | 가원         | Lee Ga-won          | 이가원             | 27 avril 2005     | Coréo-Américaine   |
| Anna         | 안나         | Anna Tanaka         | 田中杏奈           | 17 novembre 2005  | Japonaise          |
| Narin        | 나린         | Na Rin              | 나린               | 15 août 2007      | Sud-coréenne       |
| Ella         | 엘라         | Ella McKenzie Gross | 엘라 맥켄지 그로스 | 1er décembre 2008 | Américano-Coréenne |

## Discographie

### EP
| Année | Titre              | Détails                                                                    | Classements | Classements | Ventes                                        |
| Année | Titre              | Détails                                                                    | COR         | USA World   | Ventes                                        |
| ----- | ------------------ | -------------------------------------------------------------------------- | ----------- | ----------- | --------------------------------------------- |
| 2025  | My Eyes Open VVide | - Date de sortie : 12 mai 2025 - Labels : The Black Label, Capitol Records | 4           | 4           | - COR : plus de 268 000 - USA : plus de 6 000 |

### Singles
| Année                                                            | Titre    | Meilleures positions | Meilleures positions | Meilleures positions | Album              |
| Année                                                            | Titre    | COR                  | USA World            | MON Excl. US         | Album              |
| ---------------------------------------------------------------- | -------- | -------------------- | -------------------- | -------------------- | ------------------ |
| 2024                                                             | Meow     | 30                   | 10                   | 120                  | My Eyes Open VVide |
| 2024                                                             | Toxic    | 190                  | —                    | —                    | My Eyes Open VVide |
| 2024                                                             | Body     | —                    | —                    | —                    | My Eyes Open VVide |
| 2025                                                             | Hands Up | 12                   | 9                    | 105                  | My Eyes Open VVide |
| 2025                                                             | Drop Top | 95                   | —                    | —                    | My Eyes Open VVide |
| "—" indique que le single ne s'est pas classé dans cette région. |          |                      |                      |                      |                    |

## Prix et nominations
| Cérémonie de remise des prix | Année | Catégorie                          | Nomination | Résultat | Ref.   |
| ---------------------------- | ----- | ---------------------------------- | ---------- | -------- | ------ |
| Mama Awards                  | 2024  | Artiste de l'année                 | Meovv      | Nommée   |        |
| Mama Awards                  | 2024  | Meilleur Nouvelle Artiste Féminine | Meovv      | Nommée   |        |
| Mama Awards                  | 2024  | Choix Féminin Des Fans TOP 10      | Meovv      | Nommée   |        |
| Mama Awards                  | 2024  | Favoris nouveau artiste Montant    | Meovv      | Lauréa   | [ 30 ] |
| Melon Music Awards           | 2024  | Meilleur nouveau Artiste           | Meovv      | Nommée   | [ 31 ] |